# Bodenseequerung
Bei der Bodenseequerung wird der Bodensee durch Marathonschwimmer als Form des Extremschwimmens durchquert. Die Querung findet nicht als zeitgleicher Wettkampf mehrerer Teilnehmer gegeneinander statt, sondern einzelne Schwimmer unternehmen eine der Strecken mit Zeitnahme.
Die Bodenseequerung gehört laut World Open Water Swimming Association (WOWSA) seit 2022 in die Top 10 der Top 100 Freiwasserschwimm-Events der Welt.

## Strecken und Rekorde
Es werden drei Strecken bei der Bodenseequerung aufgezeichnet: Längsquerung, Dreiländerquerung und Breitenquerung. Basierend auf diesen Strecken existieren Erweiterungen wie die doppelte oder dreifache Breitenquerung, oder Erschwernisse wie eine Querung bei kaltem Wasser, aber mit Neoprenanzug.
Die längste Strecke ist die Längsquerung. Sie verläuft im Bodensee zwischen Bodman/Deutschland und Bregenz/Österreich der Länge nach durch den See. Die Distanz beträgt 64 Kilometer. Die Strecke wurde 2013 von Christof Wandratsch in Rekordzeit bewältigt. Seine Zeit von 20 Stunden 41 Minuten ist bis heute Streckenrekord.
Die zweitlängste Strecke ist die Dreiländerquerung. Sie beginnt in Lindau am deutschen Ufer und verläuft über den Schweizer Ort Rorschach bis zum Ziel in Bregenz/Österreich. Die Distanz beträgt ca. 38 Kilometer. Diese Strecke wurde erstmals 2014 durch Mirjam Schall in 14 Stunden 37 Minuten zurückgelegt. Den Streckenrekord von 8 Stunden 43 Minuten hält seit 2016 Christof Wandratsch.
Die kürzeste Querung ist die Breitenquerung. Sie wird von Friedrichshafen/Deutschland nach Romanshorn in der Schweiz oder in umgekehrter Richtung geschwommen. Die Distanz beträgt ca. 12 Kilometer. Die Distanzen verändern sich durch die Beeinflussung von Wasserströmung und Wellen, so dass von den Sportlern meist davon abweichende Schwimmdistanzen bei Wassertemperaturen zwischen etwa 16 °C und 28 °C zurückgelegt werden. Den Streckenrekord von 2 Stunden 28 Minuten hält seit 2015 Christof Wandratsch. Den Rekord über die längste Breitenquerung hält der deutsche Comedy-Star Wigald Boning, der für seine Bodenseequerung von Friedrichshafen nach Romanshorn 7 Stunden 24 Minuten benötigte.
Auch behinderte Schwimmer werden bei der Bodenseequerung unterstützt und werden in einer eigenen Liste geführt. Dabei dürfen sie Hilfsmittel verwenden, die das jeweils vorhandene Handicap ausgleichen. Das ist bislang in der internationalen Marathon- und Extremschwimmer-Szene ein absolutes Novum. Als erster behinderter Schwimmer wagte sich Sven Eckardt, der querschnittsgelähmt ist, an die Breitenquerung und beendete diese erfolgreich nach 5 Stunden 33 Minuten. Als Hilfsmittel setzte er eine handelsübliche Pull Buoy ein. Für diese außerordentliche Leistung wurde er sogar von der World Open Water Swimming Association (WOWSA) zur größten Leistung (Performance of the Year) des Jahres 2017 nominiert.
Der erste Schwimmer, der alle drei Bodenseequerungen erfolgreich absolvierte ist Christof Wandratsch. Am 24. Juli 2016 beendete er die letzte der drei Querungen erfolgreich. Zudem hält er über alle drei Strecken den Geschwindigkeitsrekord.